# Sium
Genre
Sium est un genre de plantes à fleurs de la famille des Apiaceae. Ce sont des plantes herbacées trouvées en Europe, en Asie, en Afrique et en Amérique du Nord.
Dans ce genre il n'existe, en Europe, que deux espèces : le chervis (Sium sisarum) et la grande berle (Sium latifolium).

## Liste d'espèces
Selon Plants of the World online (POWO) (9 février 2021) :
- Sium carsonii Durand ex A.Gray
- Sium latifolium L.
- Sium latijugum C.B.Clarke
- Sium medium Fisch. & C.A.Mey.
- Sium ninsi L.
- Sium serra (Franch. & Sav.) Kitag.
- Sium sisarum L.
- Sium suave Walter
- Sium tenue (Kom.) Kom.
- Sium ventricosum (H.Boissieu) Li S.Wang & M.F.Watson

## Histoire du taxon
Le genre Sium a été créé en 1753 par Linné pour y classer diverses apiacées et il contenait à l'origine d'autres taxons. Par exemple l'Ache rampante, anciennement Sium repens, ou la Berle dressée, anciennement Sium angustifolium, etc.
Sium a pour synonymes selon Plants of the World online (POWO) (9 février 2021) :
- Sion Adans.
- Sisarum Bubani
- Sisarum Mill.
- Siumis Raf.